# Monumento a los cinco héroes nacionales

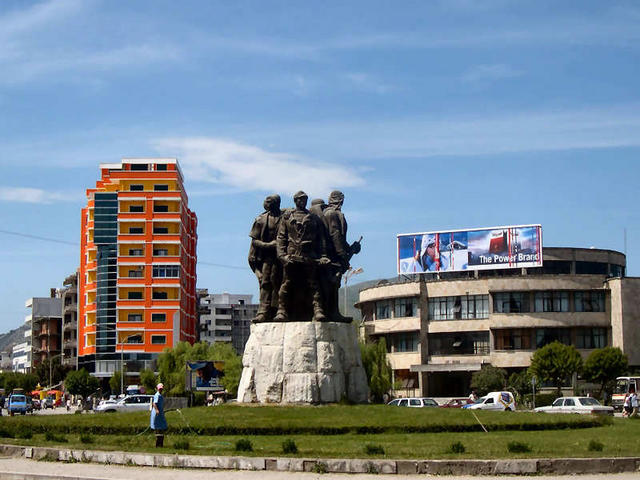
Imagen de 2006

El Monumento a los 5 Héroes Nacionales, también conocido como onumento a los 5 héroes de Vig, es una escultura monumental, en la ciudad de Shkodra obra del escultor albanés Shaban Hadëri.

## Dimensiones
Sobre un pedestal en mármol de cuatro metros de altura, se sustentan las figuras de cinco metros de los cinco personajes representados en bronce.
La peana es de mármol extraído a 20 kilómetros de Shkodra. Los cimientos son de una profundidad de 4 metros y en su preparación se trabajó durante ocho meses.

## Ubicaciones
Se mantuvo durante años, en una de las plazas del centro de la ciudad de Shkodra, rodeado por los edificios de Radio Shkoder, el Teatro Migjeni y el Hotel Rozafa. 
El monumento fue trasladado en el año 2008. Desde esta fecha está situado cerca del cementerio de los mártires de Shkodra. 
Ubicación hasta 2008:42°4′5″N 19°30′43″E / 42.06806, 19.51194 en la actual Plaza de la Democracia
Ubicación desde 2009:42°3′14″N 19°31′55″E / 42.05389, 19.53194

## Historia
Fue construido por el escultor Shaban Hadëri.
Se basa en los acontecimientos históricos ocurridos durante la 2.ª Guerra Mundial.
Está dedicado a los sucesos ocurridos en la aldea de Vig të Mirditës o Vig en Mirdita, en el año 1944. 
Está dedicada a Ahmet Haxhia, Naim Gjylbegu, Ndoc Mazi, Hydajet Lezha y Ndoc Deda.